# Bernard Mayeur
Bernard Mayeur, (nacido el 23 de febrero de 1938 en  París, Francia) es un exjugador de baloncesto francés. Fue medalla de bronce con Francia en el Eurobasket de Turquía 1959.